# یواس‌ای‌وی ولکان (اف‌ام‌اس-۷۸۹)
یواس‌ای‌وی ولکان (اف‌ام‌اس-۷۸۹) (به انگلیسی: USAV Vulcan (FMS-789)) یک کشتی است.